# Grzegorz Piechowiak
Grzegorz Piechowiak (ur. 14 września 1963 w Pile) – polski polityk, samorządowiec, poseł na Sejm III, VIII, IX i X kadencji, w latach 2021–2023 sekretarz stanu w resortach do spraw rozwoju.

## Życiorys
Ukończył w 1991 studia na Wydziale Kościelnych Nauk Historycznych i Społecznych Akademii Teologii Katolickiej w Warszawie. W 2010 ukończył także studia podyplomowe w Wyższej Szkole Zawodowej Kadry dla Europy w Poznaniu. W latach 1992–1997 pracował w polskiej Ambasadzie RP w Rzymie, był m.in. wicekonsulem. Sprawował mandat posła na Sejm III kadencji z listy Akcji Wyborczej Solidarność, wybranego w okręgu pilskim. W wyborach parlamentarnych w 2001 nie uzyskał ponownie mandatu. Należał wówczas do Ruchu Społecznego AWS. Po zakończeniu kadencji podjął pracę w zawodzie syndyka.
Od 2002 do 2006 był radnym powiatu pilskiego z ramienia lokalnego ugrupowania „Porozumienie Samorządowe”. Przystąpił także do Chrześcijańskiego Ruchu Samorządowego, zasiadł w jego radzie naczelnej. W 2004 bezskutecznie ubiegał się o mandat eurodeputowanego z listy Narodowego Komitetu Wyborczego Wyborców. Działał potem w Partii Centrum, zasiadając w jej radzie politycznej. Bez powodzenia kandydował w kolejnych wyborach samorządowych oraz (jako bezpartyjny z listy Prawa i Sprawiedliwości) do Sejmu w przedterminowych wyborach parlamentarnych w 2007. W 2011 został pełnomocnikiem ugrupowania Polska Jest Najważniejsza w Pile. Otwierał także listę kandydatów tej partii do Sejmu w okręgu pilskim w wyborach parlamentarnych w tym samym roku. Po decyzji o samorozwiązaniu PJN (w grudniu 2013) współtworzył Polskę Razem, został jej pełnomocnikiem na powiat pilski. Z listy tej partii w 2014 ponownie kandydował do Parlamentu Europejskiego, jednak ugrupowanie nie uzyskało mandatów. W tym samym roku z listy komitetu Teraz Wielkopolska bezskutecznie kandydował do sejmiku wielkopolskiego. Powoływany w skład zarządu wojewódzkiego i krajowego Polski Razem.
Jako jej przedstawiciel w 2015 kandydował do Sejmu z listy Prawa i Sprawiedliwości. Mandat posła VIII kadencji objął w lipcu 2016 w miejsce Maksa Kraczkowskiego. Po przekształceniu w listopadzie 2017 Polski Razem w Porozumienie, stanął na czele okręgu pilskiego tej partii oraz zasiadł w prezydium zarządu krajowego. W wyborach w 2019 z powodzeniem ubiegał się o poselską reelekcję, otrzymując 9232 głosy.
W styczniu 2021 premier Mateusz Morawiecki powołał go na stanowiska sekretarza stanu w Ministerstwie Rozwoju, Pracy i Technologii (w sierpniu 2021 przekształconym w Ministerstwo Rozwoju i Technologii) oraz pełnomocnika rządu do spraw inwestycji zagranicznych. 11 sierpnia 2021 ogłosił swoją dymisję z funkcji rządowych w związku z zapowiedzianym odwołaniem z rządu Jarosława Gowina, a następnego dnia zrezygnował z członkostwa w Porozumieniu. Jego dymisja ostatecznie nie została przyjęta przez premiera. 17 sierpnia tego samego roku Grzegorz Piechowiak został powołany na sekretarza stanu w Ministerstwie Rozwoju i Technologii oraz pełnomocnika rządu do spraw inwestycji zagranicznych. W tym samym roku współtworzył także stowarzyszenie OdNowa Rzeczypospolitej Polskiej.
W wyborach w 2023 został po raz kolejny wybrany do Sejmu, zdobywając 13 122 głosy. W grudniu tego samego roku zakończył pełnienie funkcji wiceministra.

## Odznaczenia
W 2000 odznaczony Komandorią Orderu Zasługi Republiki Włoskiej.